# 栗林三枝
栗林 三枝（くりばやし みえ、1981年10月21日 - ）は、日本の元アイドル、元歌手。

## 来歴
1996年3月20日に東京厚生年金会館でゲーム制作会社であるコナミが開催した、『ときめきメモリアル』のイメージガールを決定する「ときめきティーンズコンテスト」の最終選考日となった。1996年1月20日に募集が始まり、締め切りの2月29日までに4752通もの応募があった。10人の候補者が出場した中で栗林(14歳)がグランプリ入賞し、芸能界デビュー。グランプリ受賞後の初仕事は7月発売予定のサターン版『ときめきメモリアル』のCM出演。なお、この「ときめきティーンズコンテスト」の準グランプリに、後にプロ野球選手一場靖弘の夫人となる安田芽衣子がいる。
1997年11月6日にCDデビューを果たした。音楽CD、テレビ、ラジオ、ステージ、映画など個性やキャラクターを発揮する舞台は数あるが、ゲームというメディアも大きな影響力を持つに至っている。『ときめきメモリアル ドラマシリーズVol.1 虹色の青春』では、隠れキャラで遊園地の場面で現実と同じ設定で登場しているなど様々なメディアで活躍している。
ゲームの映画化作品である『ときめきメモリアル』やゲーム『ときめきメモリアル ドラマシリーズ』に出演するなど、ゲームを媒体としたアイドルプロモーションを行っていた。ときめきティーンズコンテストは渡辺プロダクションの協力のもと開催されており、栗林もコンテスト後に系列会社のマニア・マニアに所属。テレビドラマ『千年王国III銃士ヴァニーナイツ』で主演を務めたり、バラエティ番組『恋のチューンネップ』で当時事務所で売り出し中のネプチューンのアシスタントを担当するなど、それなりの期待を受けていた。しかしながらチャンスを活かせず（お披露目イベントで観客を前に数分間沈黙してしまうといった、精神面の弱さが指摘される）、2000年秋に「諸事情」で芸能界から身を引いた。芸能界引退後、東京に居たが暫くして帰阪、喫茶店で働いていたが「実際に性風俗店で働いていて本人に会った」というインターネット上の話題を友人が見て栗林に伝え、芸能界から離れても本人の知らないところで話題になっていることに嬉々とする。
2005年6月、幻冬舎より発売のペーパームービー『ねらわれたアイドル 栗林三枝誘拐監禁事件』（中森明夫著）の主演女優として本名表記で突如、芸能界に復帰。2000年の芸能活動休止は熱狂的ファンに誘拐・監禁されていたためという設定によるストーリーがついたセミヌードやSMシーン等の過激な写真も含む写真集である。
復帰理由は仲の良かった友人がテレビ出演しているのを見て懐かしくなり、復帰への取っ掛かりを掴もうと中森に相談（中森は難色）。中森は上記出版企画に栗林を起用。ただし、これ以降の芸能活動は特に確認されていない。

## 出演
映画
- ときめきメモリアル（1997年）
- どつきどつかれ

テレビドラマ
- 神様、もう少しだけ（1998年）
- 千年王国III銃士ヴァニーナイツ（1999年、主演・守野ありす）

テレビ番組
- 恋のチューンネップ（1998年）- アシスタント担当

### 声の出演
ゲーム
- ときめきメモリアル ドラマシリーズ（栗林みえ）
- 対戦とっかえだま（1996年、ひとみ）

CDドラマ
- DARK EDGE はじまりの予鈴（1999年、清水朗実）

## ディスコグラフィ

### シングル
| 枚  | 発売日        | タイトル                 | c/w                                                  | 規格品番  | 備考                                                                                   |
| --- | ------------- | ------------------------ | ---------------------------------------------------- | --------- | -------------------------------------------------------------------------------------- |
| 1st | 1997年11月6日 | O.K!O.K.                 | 「恋のシーソーゲーム」（アグネス・チャンのカバー曲） | KIDS-7601 | テレビアニメ『アニメがんばれゴエモン』エンディングテーマ カルビーさやえんどう CMソング |
| 2nd | 1998年5月22日 | Say Hello!               | 「あそぼうよ」                                       | KIDS-7604 | コナミからバーチャルアイドルとして売り出されていた藤崎詩織とのデュエット曲             |
| 3rd | 1998年9月23日 | だんだんキミが好きになる | 「神様と彼と私」                                     | KIDS-7606 | MBSラジオ『グーチョキパー～アニゲでポン』エンディングテーマ                            |
| 4th | 1999年2月5日  | 春になったら             | 「あなたのイエスタデイ」（キャンディーズのカバー曲） | KIDS-7611 | テレビ番組『アイドル王』テーマソング                                                   |
| 5th | 1999年6月25日 | この空の下で             | 「この空の下で（Acoustic Ver.）」                    | KIDS-416  | テレビドラマ『空への手紙』主題歌                                                       |
| 6th | 2000年6月7日  | いい子になろう！         | 「ずっと側に…」 「最初のKiss」                       | KICS-786  |                                                                                        |

### アルバム
| 枚               | 発売日       | タイトル                      | 規格品番  |
| ---------------- | ------------ | ----------------------------- | --------- |
| 1st              | 1999年3月5日 | OK!OK!!                       | KICS-7616 |
| ベスト・アルバム | 2011年6月8日 | 栗林みえ パーフェクト・ベスト | KICS-1663 |

## 書籍

### 写真集
- ペーパームービー『ねらわれたアイドル 栗林三枝誘拐監禁事件』（2005年6月、幻冬舎）- 中森明夫著